# Судак жовтий
Судак світлоперий, або жовтий (Sander vitreus) досягає 90 см довжини. Спинні плавці в нього не мають округлих темних цяток, але в кінці першого спинного плавця є велика чорна пляма як у окуня. Його ареал простягається набагато далі на північ, включаючи систему річки Маккензі, що впадає в Північний Льодовитий океан.